# ماكس شيملنغ (فلم)
ماكس شيملنغ (بالإنجليزية: Max Schmeling) هو فلم سيرة ذاتية رياضي تم إنتاجه في ألمانيا وصدر سنة 2010 بطولة هنري ماسك.

## الميزانية والإيرادات
كلف الفلم 7 ملايين دولار وحقق أرباح تقدر بـ 96,456 (في ألمانيا)

## روابط خارجية
- ماكس شيملنغ على موقع IMDb (الإنجليزية)
- ماكس شيملنغ على موقع روتن توميتوز (الإنجليزية)
- ماكس شيملنغ على موقع ألو سيني (الفرنسية)
- ماكس شيملنغ على موقع أول موفي (الإنجليزية)
- ماكس شيملنغ على موقع فيلمافينيتي (الإسبانية)
- ماكس شيملنغ على موقع قاعدة بيانات الأفلام السويدية (السويدية)
- ماكس شيملنغ على موقع قاعدة بيانات الفيلم (الإنجليزية)
- ماكس شيملنغ على موقع ليتربوكسد (الإنجليزية)
- ماكس شيملنغ على موقع كينوبويسك (الروسية)